# Reichstag

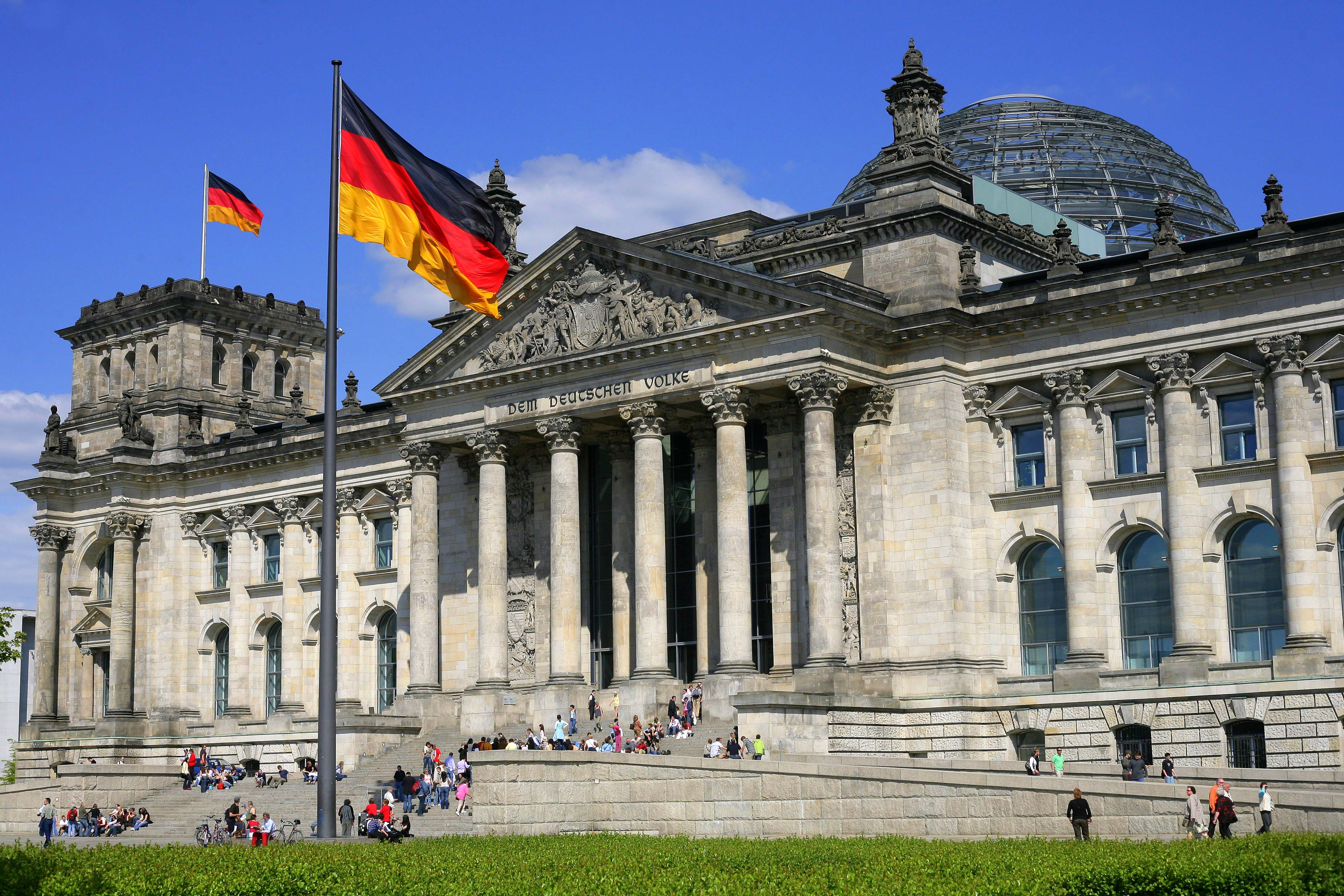
O prédio do Reichstag em 2007

O Reichstag (do alemão: "Dieta Imperial") foi uma instituição política do Sacro Império Romano-Germânico, bem como o parlamento da Confederação da Alemanha do Norte e, posteriormente, da Alemanha até 1945. Atualmente, uma das câmaras do parlamento alemão chama-se Bundestag (a outra chama-se Bundesrat), mas o palácio onde esta se reúne ainda é conhecido como Reichstag.

## Etimologia
O termo Reichstag compõe-se das palavras alemãs Reich ("império", "país") e tag (do verbo tagen, "reunir-se"). Em português, costuma-se traduzi-lo por Dieta ou Dieta Imperial.

## No Sacro Império Romano
Ao longo da existência do Sacro Império Romano-Germânico, o Reichstag não foi um parlamento no sentido moderno da palavra. Era, na verdade, a assembleia dos diversos estados que compunham o Império. Mais exatamente, era a convenção dos Reichsstände, as entidades políticas que, nos termos do direito feudal, não reconheciam autoridade superior exceto o Sacro Imperador.
De início, não havia local ou data determinados para o Reichstag. Na origem, era uma convenção de duques das antigas tribos germânicas que formavam o Reino Franco, convocada quando decisões importantes precisavam ser tomadas, provavelmente baseada na antiga lei germânica segundo a qual cada chefe podia contar com o apoio dos seus principais homens. Por exemplo, ainda no reinado de Carlos Magno, o Reichstag de Aachen em 802/803 declarou oficialmente as leis dos saxões e de outras tribos. O Reichstag de 919 em Fritzlar elegeu o primeiro Rei dos Germanos de origem saxã, Henrique o Passarinheiro, com o que foi superada a antiga rivalidade entre francos e saxões e lançadas as bases do império alemão. O de Roncaglia, em 1158, proclamou leis que principiaram o longo declínio do poder imperial em detrimento dos príncipes territoriais. A Bula Dourada de 1356 consolidou o conceito de Landesherrschaft ("domínio territorial"), isto é, a administração, em grande medida independente, dos príncipes sobre o seu próprio território.
Até o fim do século XV, o Reichstag não havia sido formalizado como instituição. Os duques e príncipes se reuniam sem frequência definida, na corte do Imperador. Somente em 1489 é que o Reichstag começou a ser chamado por este nome. Passou a dividir-se em dois collegia, um composto dos Kurfürsten (príncipes-eleitores) e outro, dos demais duques e príncipes. Posteriormente, as cidades imperiais (independentes dos príncipes territoriais onde se localizavam e sujeitas diretamente ao Imperador) vieram a formar um terceiro grupo dentro do Reichstag.
A Paz de Vestfália, de 1648, formalmente obrigou o imperador a cumprir todas as decisões do Reichstag, retirando-lhe os poderes que ainda lhe restavam.
Os Reichstage mais famosos talvez sejam o de Worms em 1521, quando se decidiu pelo banimento de Martinho Lutero, e os diversos em Nuremberg.
Somente com a aplicação do Immerwährender Reichstag ("Perpétua Dieta Imperial") é que aquela assembleia passou a reunir-se em local determinado, a cidade de Ratisbona.

## Como parlamento alemão
Após a implosão do Sacro Império em 1806, o termo passou a ser empregado para o parlamento da Constituição de Frankfurt (1849), que não chegou a entrar em vigor, o parlamento da Confederação da Alemanha do Norte de 1867 a 1871, e finalmente o do Império Alemão. Em todos os casos, tratava-se de uma casa legislativa eleita pelo povo, embora com variados graus de autoridade.
Durante a República de Weimar, o Reichskanzler (Chanceler da Alemanha) era responsável perante um Reichstag eleito pelo povo e verdadeiramente democrático. A partir de 1930, porém, as prerrogativas da assembleia foram paulatinamente ignoradas por conta dos extensos poderes atribuídos pela constituição ao presidente. Com a eleição de Adolf Hitler como Reichskanzler em 30 de janeiro de 1933, teve início um processo de concentração de poderes nas mãos do Chanceler, por meio de atos como o Decreto do Incêndio do Reichstag (Reichstagsbrandverordnung) e a Lei de Plenos Poderes (Ermächtigungsgesetz). A partir de então, o Reichstag passou a funcionar apenas como mera instituição chanceladora das ações da ditadura; mesmo assim, sua última sessão ocorreu em 1942.
Após o incêndio de 1933, o Reichstag, controlado pelos nazistas, passou a reunir-se na Krolloper, uma antiga casa de ópera.
Durante o governo nazista, o Reichstag não foi utilizado para sessões parlamentares. Na Segunda Guerra Mundial, o prédio foi bombardeado e batalhas foram travadas dentro do prédio entre soviéticos e soldados alemães. As marcas desse confronto podem ser vistas até hoje, em algumas paredes que foram preservadas. 
Após o fim da guerra, Berlim foi dividida. O prédio ficou na parte de Berlim Ocidental, muito próxima ao muro de Berlim, e não poderia ser usado como parlamento, já que a sede oficial da Alemanha Ocidental foi transferida para Bonn. 
O prédio sofreu uma breve reforma e continuou a ser utilizado para exposições e encontros, mas apenas após a reunificação da Alemanha foi retomado o plano de usá-lo como sede do parlamento. A reforma começou em 1992 e foi concluída em 1998, e o projeto escolhido foi elaborado pelo arquiteto Norman Foster.
A principal mudança foi relativa à cúpula, que foi substituída por uma estrutura de vidro. É possível visitar a cúpula e ter uma visão do auditório do parlamento a partir dessa estrutura. A cúpula de vidro simboliza valores como a transparência, a fragilidade do poder e o fato de que o povo está acima dos políticos, afinal, ao olhar para cima, os parlamentares conseguem enxergar os visitantes da cúpula. 